# Halo 46°

(1) halo 22°, (2) słońce poboczne, (3) słup słoneczny, (4) krąg parheliczny, (5) łuk okołozenitalny, (6) łuk styczny i halo opisane, (7) halo 46°, (8) podsłońce.

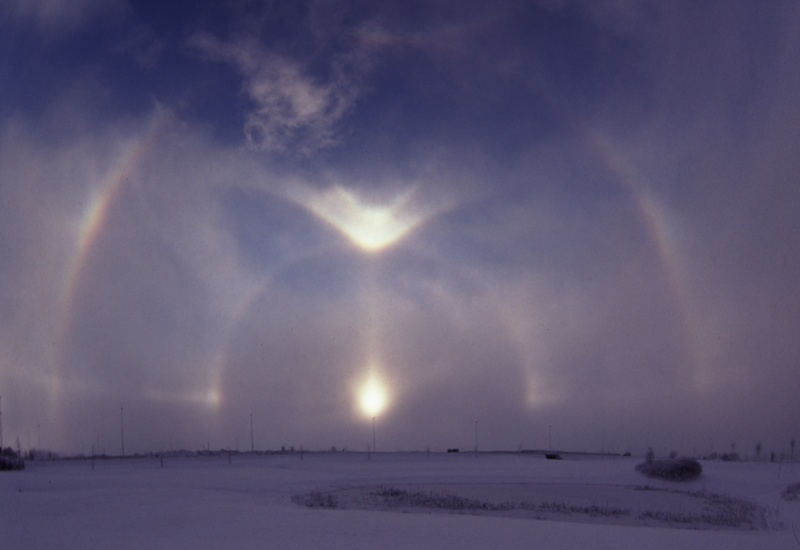
Halo zaobserwowane w Szwecji. Duże koło to halo 46°.

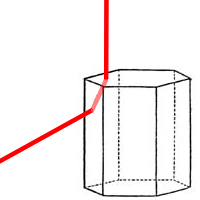
Bieg promienia w krysztale lodu dla halo 46°.

Halo 46° – zjawisko optyczne występujące w atmosferze ziemskiej, jest to halo występujące wokół słońca lub księżyca w postaci słabego jasnego, ale wyraźnie zabarwionego okręgu wokół źródła światła o promieniu kątowym 46°. Łuk jest czerwony od wewnątrz, zawiera pastelowe kolory.

## Występowanie
Występuje dość rzadko, szacuje się, że w danym miejscu może być obserwowane 4–10 razy w roku, jego wystąpienie jest zgłaszane w 2% przypadków wystąpienia halo, z czego część zgłoszeń może być niezasadna, gdyż jest mylone z innymi zjawiskami występującymi około 46° od słońca. Gdy słońce jest na wysokości między 15–27°, jest często mylony z bardziej kolorowym i częściej obserwowanym łukiem pobocznym górnym i łukami pobocznymi dolnymi.

## Powstawanie
Halo 46° jest podobne i powstaje w podobny sposób, jak bardziej powszechne halo 22°, ale jest położone znacznie dalej od słońca i jest słabsze. Powstaje, gdy światło słoneczne przechodzi przez losowo zorientowane (nie tylko ustawione w określony sposób) sześciokątne kryształy lodu tak jak przez pryzmat. Światło wchodzi do kryształu jego ścianą boczną a wychodzi przez podstawę graniastosłupa. Ścianki te tworzą pryzmat o kącie 90°. Minimalny kąt załamania światła dla takiego pryzmatu z lodu wynosi 46°. Większy kąt łamiący niż dla halo 22° sprawia, że kolory są wyraźniejsze a łuk szerszy, przez co i mniej wyraźny. Na małą jasność łuku wpływa także większe odbicie światła od powierzchni kryształu.

## Zjawiska podobne
Aby odróżnić halo 46° od łuków pobocznych, należy zwrócić uwagę na wysokość Słońca i zmieniające się kształty oraz orientacje łuków. Łuk poboczny górny zawsze dotyka łuku okołozenitalnego, zaś halo 46° jest od niego wyraźnie oddzielone dla Słońca położonego na wysokości poniżej 15° i powyżej 27°. Gdy Słońce znajduje się powyżej 32° nad horyzontem, łuk poboczny górny nie może powstać, więc obserwowany łuk to halo 46°. Podobna pomyłka może zajść w przypadku łuków pobocznych dolnych i łuku okołohoryzontalnego, gdy Słońce znajduje się bardzo wysoko na niebie. Łuki te nakładają się na siebie imitując dolną partię halo 46°.